# Палаццо Дукале (Генуя)
Палаццо Дукале (Герцогский дворец) в Генуе (итал. Il Palazzo Ducale di Genova; по-лигурийски «Paxo» /ˈpaːʒu/, сокращение древнего термина «Paraxo» /paˈɹaːʒu/) — одно из главных исторических зданий и музеев лигурийской столицы, бывшая резиденция дожей древней Республики.
В настоящее время во дворце располагаются различные культурные учреждения, проводятся художественные выставки, конференции и конгрессы. Дворцом управляет фонд «Genova Palazzo Ducale Fondazione per la Cultura».

## История
Строительство Дворца дожей началось в конце XIII века, когда после побед над Пизой (1284) и над Венецией (1298) Генуя усилила рост своей военной и экономической мощи в Средиземноморье. В то время город был организован по принципу «Compagna Communis», назначавшей народных капитанов (capitani del Popolo). Однако до 1291 года капитаны и другие представители муниципалитета не имели собственных резиденций, а размещались во дворце архиепископа или в близлежащих частных домах, принадлежащих семьям Дориа и Фиески.
В 1291 году «капитаны народа» Коррадо Дориа и Оберто Спинола приобрели принадлежащие семье Дориа здания, выходящие на Виа Томмазо Реджо, а три года спустя был также куплен прилегающий дворец Альберто Фиески, позже оборудованный башней под названием «Гримальдина». Дворец, который с назначением в 1339 году первого генуэзского дожа Симоне Бокканегра принял название «герцогский» (ducale), претерпел ряд преобразований, начиная со второй половины XIV века по повелению дожа Антониотто Адорно.
В XVI веке реформы, проводимые дожем Андреа Дориа, изменили политическую структуру города, которым тогда управлял Большой совет из четырёхсот сенаторов и Малый совет. Желание иметь место, которое отражало бы престиж и иерархическую организацию, вместе с потребностью в крепости, которая бы оберегала правительство от интриг и государственных переворотов, привели к тому, что сенат в 1591 году поручил архитектору Андреа Черезоле, известному как «il Vannone», задачу полной реконструкции здания.
Наиболее важные работы по преобразованию дворца были проведены в 1778 году после того, как 3 ноября 1777 года сильный пожар уничтожил большую часть центрального корпуса здания, были спасены только атриум на первом этаже и ведущая к нему лестница. Был быстро объявлен конкурс на реконструкцию, в котором были приглашены Джакомо Мария Гаджини, Грегорио Петонди и Эмануэле Андреа Тальяфики, одни из самых известных архитекторов, работавших в Генуе в те годы. Однако конкурс выиграл архитектор Симоне Кантони, который задумал мраморный фасад, представляющий собой один из первых примеров неоклассического стиля в Генуе. Работы проводились между 1778 и 1783 годами под руководством его брата Гаэтано Кантони и, в дополнение к фасаду, включали неоклассическую реконструкцию залов Большого совета и Малого советов, деревянные крыши которых были повреждены пожаром. Новые крыши были сделаны из кирпича, чтобы защитить их от любых новых пожаров.
В 1815 году присоединение Генуи и Лигурии к Королевству Сардиния ознаменовало конец Генуэзской республики, и дворец утратил свою функцию резиденции правительства, а его помещения использовались в качестве залов суда, офисов и архивов в качестве новой резиденции судебной власти: роль, которую он продолжал выполнять до 1975 года.
В 1942 году здание было частично повреждено, в частности, между центральным корпусом и западным крылом, во время одной из бомбардировок города, осуществленных союзниками во время Второй мировой войны.
На главном, втором «благородном» этаже дворца (рiano nobile) находятся расписанные фресками залы Большого и Малого советов, где проходят многие общественные мероприятия. Дворец был отреставрирован в 1992 году по случаю празднования 500-летия открытия Америки знаменитым генуэзцем Христофором Колумбом.
- Перспектива дворца с курдонёром
- Башня «Гримальдина»
- Деталь фасада
- Герб королевства Сардиния
- Вход во внутренний двор
- Кортиле (двор)
- Малый двор
- Зал Большого совета
- Дж. Изола. Аллегория коммерции Лигурии. Роспись плафона Зала Большого совета
- Капелла дожей
- Дж. Б. Карлоне. Мария, царица Генуи. 1655. Роспись плафона Капеллы дожей